# Urrehoaivi
Urrehoaivi är en kulle i Finland.   Den ligger i den ekonomiska regionen Norra Lappland och landskapet Lappland, i den norra delen av landet, 1 000 km norr om huvudstaden Helsingfors. Toppen på Urrehoaivi är 340 meter över havet.
Terrängen runt Urrehoaivi är platt.  Trakten runt Urrehoaivi är nära nog obefolkad, med mindre än två invånare per kvadratkilometer. Det finns inga samhällen i närheten. Omgivningarna runt Urrehoaivi är i huvudsak ett öppet busklandskap.